# أندريا هاينيمان سيمون
أندريا هاينيمان سيمون (بالإنجليزية: Andrea Heinemann Simon)‏ هي ناشِطة أمريكية، ولدت في 24 مارس 1909 في فيلادلفيا في الولايات المتحدة، وتوفيت في 15 فبراير 1994 في Riverdale, Bronx ‏ في الولايات المتحدة بسبب سرطان الرئة.